# Chronon
Chronon (z gr. χρόνος „czas”) – hipotetyczny kwant czasu, niepodzielna jednostka czasu używana w teoriach zakładających jego nieciągłość.
W tradycyjnej mechanice kwantowej czas jest ciągły (tj. jego wartość nie zmienia się skokowo); niektórzy fizycy uważają jednak, że model czasu nieciągłego może okazać się przydatny, np. w grawitacji kwantowej (przy połączeniu zasad mechaniki kwantowej z ogólną teorią względności). Model tego typu zaproponowany został przez P. Caldirolę w 1980. W jego pracy jeden chronon odpowiada 2×10−23 sekundy.
Wartość chrononu oznaczana jako θ0, jest wyliczona zgodnie ze wzorem:
{\displaystyle \theta _{0}={\frac {1}{6\pi \varepsilon _{0}}}{\frac {e^{2}}{m_{0}c^{3}}}\approx } 6,97 × 10−24 s,
gdzie:
{\displaystyle \varepsilon _{0}} – przenikalność elektryczna próżni,
e – ładunek elektryczny elementarny,
{\displaystyle m_{0}} – masa spoczynkowa elektronu,
c – prędkość światła w próżni.